# Nadia Hafid Márquez
Nadia Hafid Márquez   (Terrassa, 1990) és una escriptora i il·lustradora catalana. Es va graduar en Belles arts a la Universitat de Barcelona i va estudiar Arts Aplicades al Mur en l'Escola de Llotja. Utilitza una combinació d'il·lustració-còmic de traç minimalista i amb colors minimalistes, però alhora, crea un efecte potent.
El 2020 va tenir lloc el llançament del seu primer còmic, El Buen Padre (Sapristi), triat per l'Associació de Crítics i Divulgadors de Còmic d'Espanya (ACDCómic) com la millor obra d'autor emergent de l'any. Així mateix, li va valer una nominació al premi a l'autor/a revelació del Saló del Còmic de Barcelona de la 39a edició del Comic Barcelona (2021). L'argument del còmic tracta sobre la situació familiar enfocat en la tristesa i l'abandó, des de molts punts de vista. El 2024 va guanyar el Premis Finestres de còmic en català amb Mala olor, que seria publicat l'any següent per l'editorial.

## Obres
- El buen padre (2020, Sapristi).[5]
- Chacales (2022, Sapristi).[6]
- Mala olor (2025, Finestres).[4]

## Premis
- Millor Autora Emergent (2021, Premi de la Crítica, Asociación de Críticos y Divulgadores de Cómic de España (ACDCómic)).[7]
- El Ojo Crítico (2022, Radio Nacional de España).[8]
- Premi Finestres de Còmic en Català (2024, Editorial Finestres).[4]

## Exposicions
- Constel·lació gràfica, Joves autores de còmic d'avantguarda (2022, Centre de Cultura Contemporània de Barcelona).[9]